# Иезуитов, Николай Михайлович
Никола́й Миха́йлович Иезуи́тов (9 ноября 1899, Александров — октябрь 1941, Смоленская область) — советский историк кино и кинокритик. Один из основоположников советского киноведения.

## Биография
Родился 9 ноября (27 октября) 1899 года. В 1911 году окончил приходское училище (3 класса), в 1918 году — мужскую гимназию.
В 1918 году — секретарь редакции газеты «Голос труда», органа Александровского уездного комитета. С 1919 по 1921 год — заведующий отделом Внешкольного образования при Уездном отделе народного образования (Уотнаробразе) города Александрова, затем заведующий отделом искусств. Руководил уездной театральной группой, был хранителем древностей Успенского монастыря. В 1921 году переехал в Москву на работу в Главмузей Наркомпроса РСФСР, где был зачислен научным сотрудником по церковной секции. В 1922 году как эксперт Главмузея участвовал в изъятии церковных ценностей соборов Московского Кремля. Осенью 1921 года поступил на литературно-художественное отделение факультета общественных наук I-го Московского университета. В 1923 году в связи с его закрытием перешёл на отделение археологии и искусствознания. В 1924 году окончил обучение.
С 1924 года — учёный секретарь и сотрудник комиссии по изучению источников древнерусского искусства при Институте археологии и искусствознания Российской ассоциации научно-исследовательских институтов общественных наук (РАНИОН). 17 декабря 1926 года утверждён временным сотрудником Государственной академии художественных наук (ГАХН) в подсекцию эволюции художественной формы для работы под началом А. И. Некрасова по теме «Московская архитектура допетровской эпохи». С 1926 года — член-сотрудник Общества изучения русской усадьбы (ОИРУ), с 1927 года — действительный член общества. В ОИРУ работал руководителем научных экскурсий. Преподавал истмат в музыкальных техникумах (в Гнесинском музыкальном техникуме, в Московской консерватории для педагогического состава и др.), социологию искусства в художественных учреждениях Москвы.
Параллельно работал также научным сотрудником по кинонауке в московской ГАИС (1930—1932), научным сотрудником I разряда в Институте литературы, искусства и языка Коммунистической академии (1931—1932), руководителем семинара для аспирантов по методологии искусства в Научно-исследовательском кинофотоинституте (НИКФИ) (1931—1932), консультантом по научно-учебному кино в правлении Союзкино (1930), постоянным сотрудником журнала «На литературном посту» (1930—1931), консультантом главной редакции «История заводов» (с 1931 года). 16 мая 1932 года был назначен действительным членом (профессором) Государственной академии искусствознания (ГАИС) по киносекции с обязанностью руководить двумя семинарами для аспирантуры I и II курса по истории советского кино и методологии кинематографии. 13 сентября 1932 года был утверждён заведующим киносекцией ГАИС.
После ликвидации киносекции в 1936 году приглашён в Высший институт кинематографии (ВГИК), где возглавил кафедру истории кино. В своих воспоминаниях его ученик, киновед Иосиф Долинский писал о нём:

Он был в высшей степени человек «внутренних», а не «внешних» отношений. Доброта и благожелательство — вот основные черты характера Николая Михайловича. Это ощущалось не только в личных отношениях. Достаточно вспомнить его «Пудовкина»; в этой книге Николай Михайлович раскрылся во всю свою ширь и глубину. Книга эта в киноведении занимает, по-моему, исключительное место: дело в том, что в ней Николай Михайлович впервые сумел дать буквально образец того, как нужно многосторонне раскрыть творчество режиссёра, оператора и других участников создания фильма.
С 1939 года — профессор ВГИК. В начале научной деятельности Иезуитов подступался к изучению кино с разных сторон: фильмов как наглядных пособий в преподавании истории, кино как исторического источника, методологии учебного кино. Впоследствии центральными проблемами в его исследованиях стали проблемы реализма, новаторства, стиля в кино. В ГАИС (1932—1936) он инициировал ряд киноведческих проектов — сборник по проблемам звукового кино, сборник по белорусскому кино, «Пути художественного фильма. 1919—1934» (1934), книгу Всеволода Пудовкина «Актёр в фильме» (1934). Во ВГИКе (1936—1941) написал ряд творческих портретов — «Актёры МХАТ в кино» (1938), «Гардин. XL лет» (1940). Крупным вкладом в киноведение стала его монография «Пудовкин. Пути творчества» (1937) — в качестве жанра творческого портрета кинематографиста и в качестве стандарта киноведческого анализа режиссуры. Другим важнейшим трудом Иезуитова была «История советского киноискусства», первый фундаментальный отечественный учебник по истории советского кино. Задуманная еще в ГАИС как докторская диссертация, книга активно разрабатывалась в 1938—1941 годы. Иезуитов успел завершить первый том, охватывающий 1908—1929 годы. Рукопись до сих пор не опубликована.
В начале июля 1941 года Иезуитов вступил в ряды 13-й Ростокинской дивизии народного ополчения. Киновед Сергей Комаров вспоминал:

Началась мобилизация. Все, кто не подлежал призыву, шли в народное ополчение. Помню, как во ВГИКе педагоги и сотрудники, мужчины разных возрастов собрались напротив скульптуры Мухиной. Вызывали по списку. Дошли до фамилии Иезуитов. Он был профессором, читал курс истории отечественного кино. Его вызвали дважды. Никто не откликнулся. Назвали мою, я откликнулся, и вдруг почти бегом появился Николай Михайлович. Он был уже солидного возраста, поэтому задыхался. Подошел к тому, кто читал список и стал извиняться за опоздание, оправдываясь, говорил: «Вы знаете, я старался дописать последнюю главу книги. Неизвестно, вернусь ли я, а книга нужная». Он оказался прав — книга осталась, а он погиб.
Вместе с директором ВГИКа Давидом Файнштейном работал над кинолетописью народного ополчения, материалы которой не сохранились. Пропал без вести в период боев со 2 по 12 октября 1941 года под Вязьмой. В 1947 году (по свидетельству сына — А. Н. Иезуитова) суд официально признал гибель Иезуитова на фронте.

## Сочинения
- „Философия“ учебной фильмы // Пролетарское кино. — 1931. — № 7. — С. 5—11.
- Некоторые проблемы методологии учебной фильмы // Пролетарское кино. — 1931. — № 12. — С. 4—11.
- Дела и люди советской кинематографии // Пролетарское кино. — 1931. — № 15—16. — С. 11—19.
- Кино как источник истории заводов // История заводов. — М., 1933. — Вып. 7.
- Пути художественного фильма. 1919—1934 / Н. Иезуитов. — М.: Кинофотоиздат, 1934. — 150 с.
- Пудовкин. Пути творчества / Н. Иезуитов. — М.—Л.: Искусство, 1937. — 208 с.
- Актёры МХАТ в кино. К 40-летию Московского ордена Ленина художественного академического театра СССР им. М. Горького / Н. Иезуитов — М.: Госкиноиздат, 1938. — 120 с.
- Гардин. Кинорежиссёр и актер. XL лет / Н. Иезуитов. — М.: Госкиноиздат, 1940. — 51 с.
- Киноискусство дореволюционной России // Вопросы киноискусства. Вып. 2 — М.: Наука, 1958. — С. 252—307.